# Minamoto no Yorimitsu

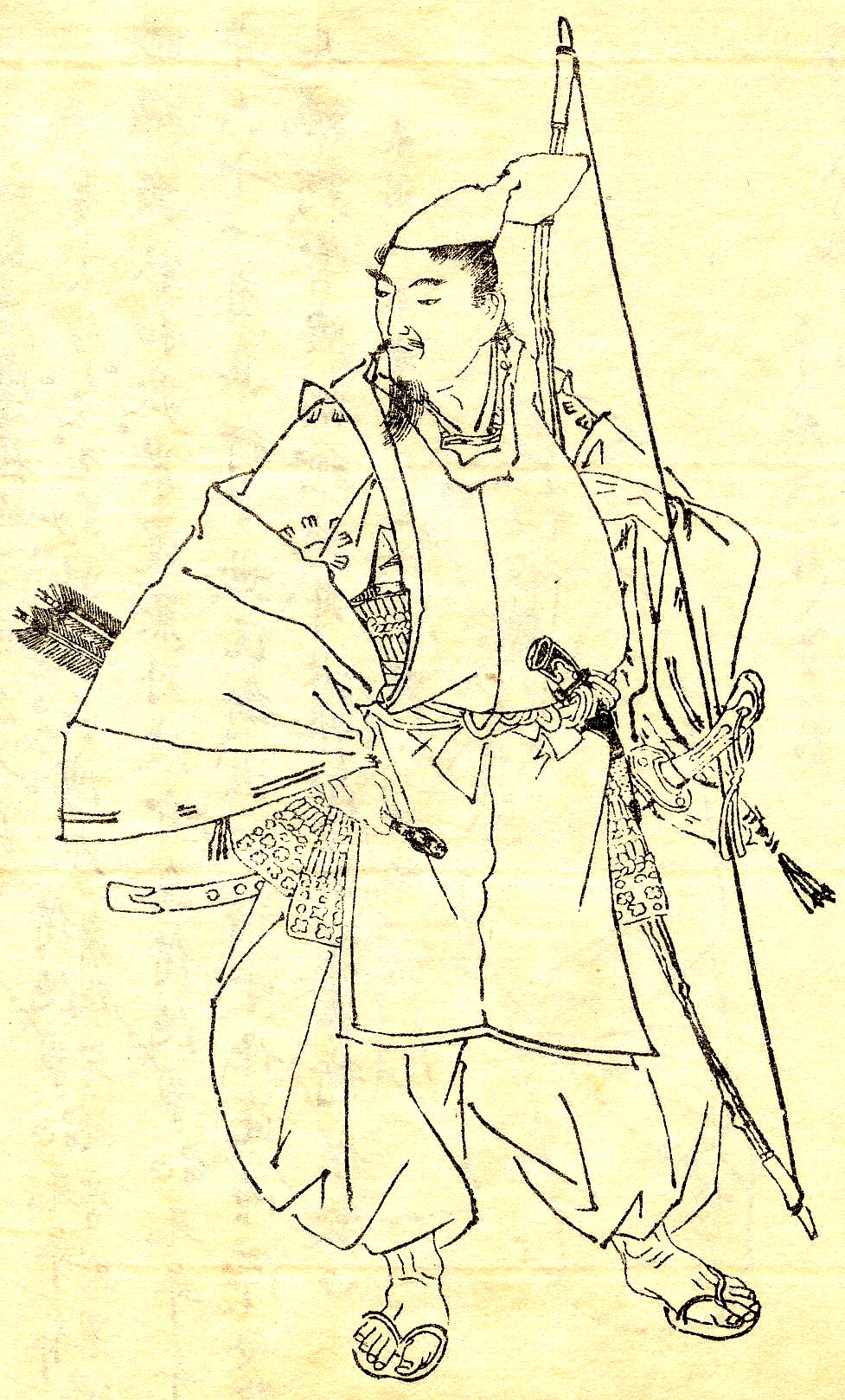
Raiko, por Kikuchi Yosai.

Minamoto no Yorimitsu (源頼光, 944-1021), también conocido como Minamoto no Raiko, era un miembro del clan Minamoto. Fue uno de los primeros Minamoto en ser conocido por sus proezas militares.
Sus leales servicios al clan Fujiwara le permitieron convertirse en gobernador de las provincias de Izu y de Kozuke. Yorimitsu estuvo también al mando de la guardia imperial. Tras la muerte de su padre, Yorimitsu heredó el derecho a gobernar la provincia de Settsu.

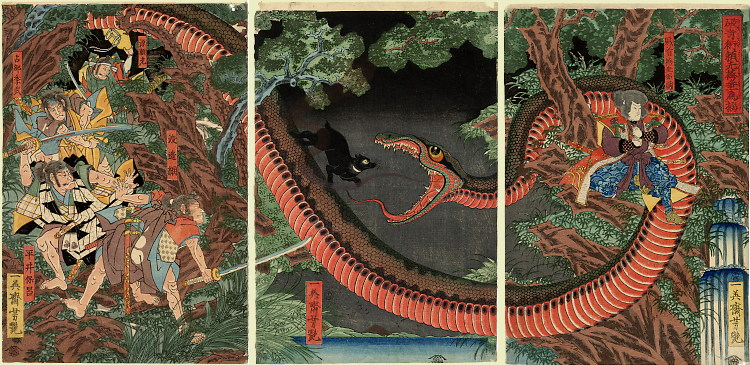
Yorimitsu y sus hombres combatiendo al bandido Hakamadare, este último ayudado por una serpiente gigante, obra de Yoshitsuya Ichieisai.
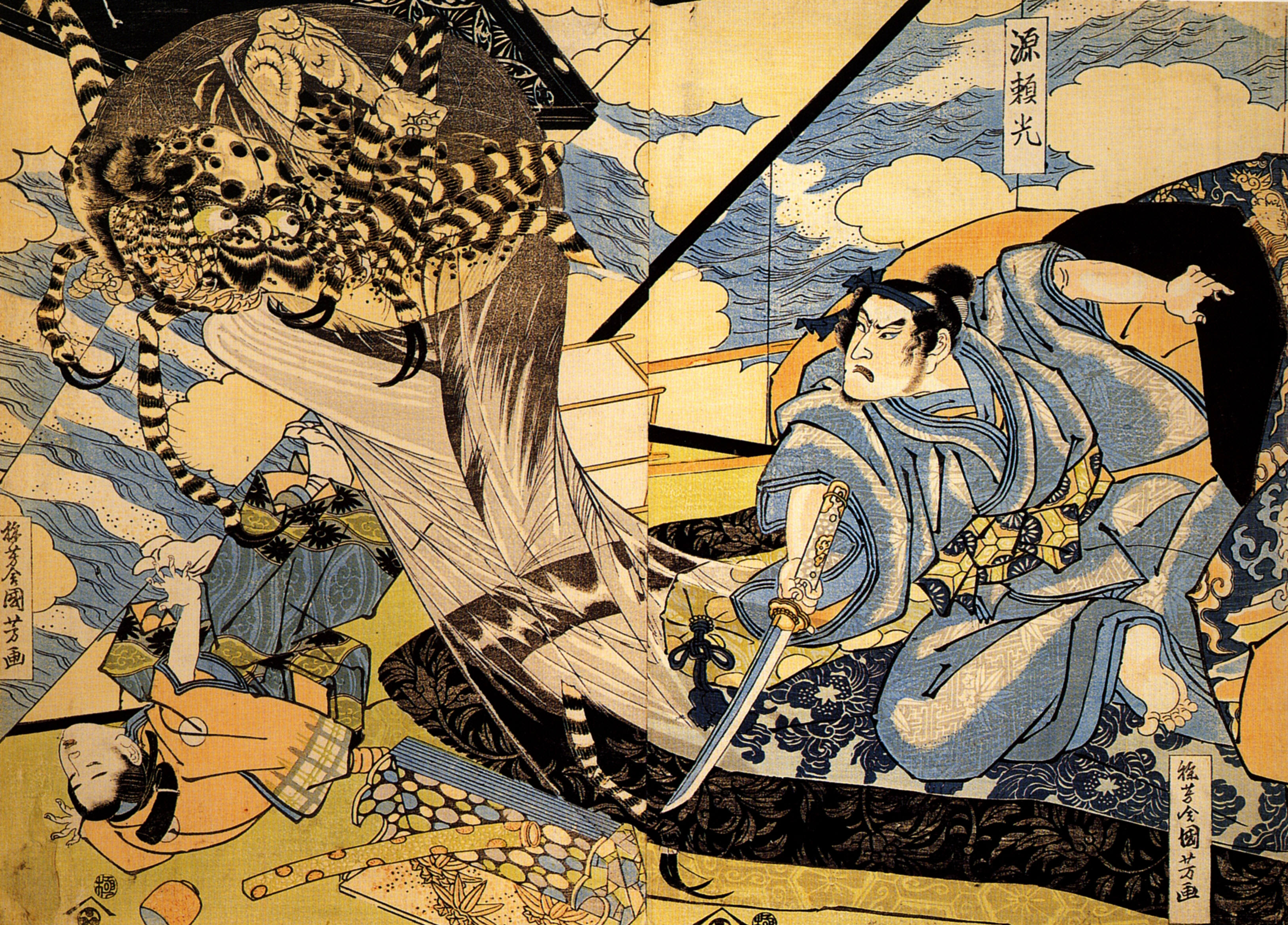
Minamoto Yorimitsu combatiendo contra una araña gigante, obra de Utagawa Kuniyoshi.